# L'Ascension-de-Patapédia
L'Ascension-de-Patapédia är en kommun i provinsen Québec i Kanada. Den ligger i regionen Gaspésie–Îles-de-la-Madeleine, i den östra delen av landet, 700 km öster om huvudstaden Ottawa.